# Nowe Kawkowo

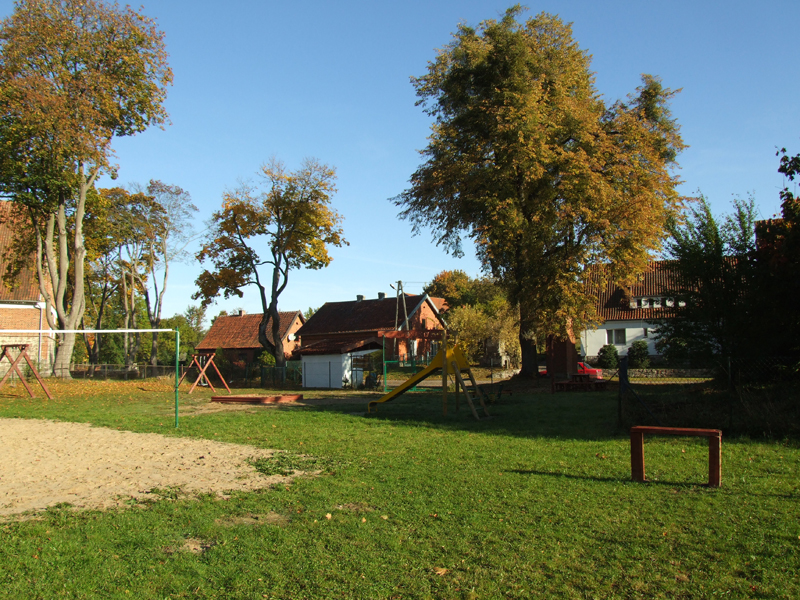
Kinderspielplatz in Kawkowo

Nowe Kawkowo [ˈnɔwɛ kafˈkɔvɔ] (deutsch Neu Kockendorf) ist ein Dorf in Polen. Es ist Teil der Gmina Jonkowo (Landgemeinde Jonkendorf) im Powiat Olsztyński (Kreis Allenstein) in Woiwodschaft Ermland-Masuren und liegt 19 km nordwestlich von Olsztyn (Allenstein).
|  |

## Geschichte
Der Ort erhielt die Handfeste 1380. Im Dorf gibt es ein Bauernhaus aus dem 18. Jahrhundert sowie eine Holländermühle aus dem 19. Jahrhundert.
Von 1874 bis 1945 war Neu Kockendorf in den Amtsbezirk Kockendorf im ostpreußischen Kreis Allenstein eingegliedert. Im Jahre 1910 zählte das Dorf 464 Einwohner.
Aufgrund der Bestimmungen des Versailler Vertrags stimmte die Bevölkerung im Abstimmungsgebiet Allenstein, zu dem Neu Kockendorf gehörte, am 11. Juli 1920 über die weitere staatliche Zugehörigkeit zu Ostpreußen (und damit zum Deutschen Reich) oder den Anschluss an Polen ab. In Neu Kockendorf stimmten 340 Einwohner für den Verbleib bei Ostpreußen, auf Polen entfielen keine Stimmen.
Die Einwohnerzahl von Neu Kockendorf belief sich im Jahre 1933 auf 424 und im Jahre 1939 auf 382.
Seit 1945 gehört Neu Kockendorf mit dem gesamten südlichen Ostpreußen zu Polen. Das Dorf trägt die polnische Namensform „Nowe Kawkowo“ und ist in die Landgemeinde Jonkowo (Jonkendorf) im Powiat Olsztyński (Kreis Allenstein) einbezogen, von 1975 bis 1998 der Woiwodschaft Olsztyn, seither der Woiwodschaft Ermland-Masuren zugehörig. Auf dem alten Friedhof liegen Deutsche begraben aus der Zeit vor der Flucht und Vertreibung 1945.

## Kirche

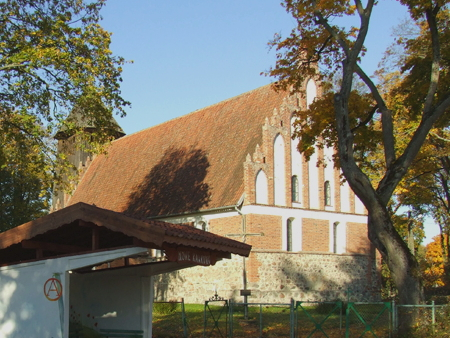
Dorfkirche St. Johannes Evangelist

### Römisch-katholisch
Die Pfarrkirche St. Johannes der Evangelist aus Backsteinen auf Feldsteinsockel ohne Chor wurde nach 1350 begonnen und 1380 geweiht. 1790 und 1856 erfolgten gründliche Restaurierungen, 1989 wurde ebenfalls renoviert. Die Sakristei im Norden wurde Anfang des 16. Jahrhunderts errichtet, die Vorhalle im Süden mit Resten eines Terrakottafrieses um 1370. Der bretterverschalte Turm mit schindelgedecktem Zeltdach entstammt dem Jahr 1664. Im Jahr 2005 feierte man das 625-jährige Bestehen der Kirche.
Die Pfarrei Nowe Kawkowo gehört zum Dekanat Łukta (Locken) im Erzbistum Ermland, zugeordnet sind die Orte Stare Kawkowo (Alt Kockendorf), Gamerki Wielkie (Groß Gemmern), Nowe Kawkowo, Pupki (Pupkeim, 1938 bis 1945 Tolnicken) und Szałstry (Schaustern).

### Evangelisch
Bis 1945 war Neu Kockendorf in die evangelische Kirche Allenstein in der Kirchenprovinz Ostpreußen der Kirche der Altpreußischen Union eingepfarrt. Zu dieser, nun Christus-Erlöser-Kirche genannten Kirche in Olsztyn gehört Nowe Kawkowo auch heute. Sie ist allerdings nun der Diözese Masuren der Evangelisch-Augsburgischen Kirche in Polen zugeordnet.

## Verkehr
Nowe Kawkowo liegt an der Kreisstraße (polnisch Droga powiatowa, DP) 1203N, die von Wilnowo (Willnau) über Mostkowo (Brückendorf) bis nach Jonkowo (Jonkendorf) verläuft. Eine Bahnanbindung besteht nicht.

## Persönlichkeiten

### Mit dem Ort verbunden
- Felix Zimmermann (1886–1945), deutscher römisch-katholischer Geistlicher und Märtyrer, war in den 1910er Jahren Kaplan in Neu Kockendorf
- Ernst Laws (1903–1981), deutscher römisch-katholischer Geistlicher, Sachbuchautor und Herausgeber, war zwischen 1929 und 1931 Kaplan in Neu Kockendorf